# Medal na Pamiątkę Koronacji Aleksandra III
Medal na Pamiątkę Koronacji Aleksandra III (ros. Медаль «В память коронации императора Александра III») – rosyjskie odznaczenie cywilne i wojskowe.

## Historia
Odznaczenie zostało ustanowione ukazem cara Aleksandra III z dnia 3 listopada 1883 roku dla wyróżnienia osób, które uczestniczyły w przygotowaniu i przeprowadzeniu jego koronacji, która odbyła się w dniu 15 maja 1883 roku w Soborze Uspieńskim w Moskwie.
Mennica wybiła 112000 egzemplarzy tego medalu.

## Zasady nadawania
Odznaczenie było nadawane członkom dworu cesarskiego, ministrom carskim, urzędnikom uczestniczącym w przygotowaniach, urzędnikom wojskowym i cywilnym odpowiedzialnym za ochronę przebiegu koronacji, wyższym urzędnikom guberni moskiewskiej, członkom oddziałów policji i żandarmerii, które brały udział w ochronie uroczystości, a także przewodniczących delegacji poszczególnych narodowości wchodzących w skład imperium, które brały udział w koronacji.
Dodatkowo na podstawie dodatkowego dekretu z dnia 4 maja 1884 roku, odznaczenie to nadano także wyższym dowódcą wojskowym, żołnierzom pułków, których szefem był Aleksander III, oficerów i kadetów szkół wojskowych, którzy uczestniczyli w koronacji, a także przedstawicieli wojsk kozackich. Ponadto wszystkich członków delegacji narodowości, będących na koronacji, urzędników kolejowych i kolejarzy zabezpieczających przejazd cesarza.
Ogółem w latach 1833–1884 nadano ok. 122 tys. tych odznaczeń.

## Opis odznaki
Odznaka medalu jest okrągły krążek o średnicy 29 mm, wykonany ze ciemnego  brązu.
Na awersie odznaczenia w środkowej części znajdują się profil Aleksandra III bez insygniów cesarskich. Wzdłuż krawędzi odznaki znajduje się napis w języku rosyjskim Б.М. АЛЕКСАНДР III ИМП. И САМОД. ВСЕРОСС. (pol. Z bożej łaski Aleksander III cesarz i samowładca Wszechrusi).
Na rewersie medalu w górnej części jest korona cesarska, a poniżej napis КОРОНОВАНЪ ВЪ МОСКВѢ  МАѦ 15 1883 (pol. Koronowany w Moskwie 15 maja 1883).
Medal zawieszony był na wstążce orderowej Orderu św. Aleksandra Newskiego.